# Каділо Сокела Бота
Каділо Сокела Бота (*д/н — бл. 1725) — 10-й мулохве (володар) держави Луба в 1725—1750 роках. Відомий також як Кумвімбе Каділо.

## життєпис
Син мулохве Мвене Комбе Даї. Разом з братом Малобою Кабеді близько 1705 року отруїв батька. Втім Малоба відмовився від трону на користь Каділо. разом з тим новий мулохве активно долучав брата до державних справ, який фактично став молодшим співволодарем. За традицією попередників започаткував свою резиденцію в селищі Буді.
Започаткував практику всиновлення інших представників своєї династії, внезалежності за чоловічою або жіночою гілкою. При цьому вони отримували рівні права на спадок з рідними синами.
Відновив загарбницьку політику, спрямувавши напади на племена мусоло, кібеші, екійє, кйофо і ікалебве з народу північних сонге (північний захід від Луби). Проте у битві проти коаліції військ екійє і ікалебве зазнав тяжкої поразки. Також без успіху вів війну проти центральних сонге. 
Лише наприкінці панування вдалося здолати екійє, а згодом інші племена долини Ломамі. Невдовзі після цієї кампанії мулохве помер близько 1725 року. Йому спадкував син Мвене Кекен.